# Rondibilis andamana
Rondibilis andamana là một loài bọ cánh cứng trong họ Cerambycidae.